# Syngrapha tibetana
Syngrapha tibetana là một loài bướm đêm trong họ Noctuidae.